# Stadio di Wembley (1923)
Lo stadio di Wembley (in inglese Wembley Stadium, IPA /ˈwɛmbli/) fu un impianto sportivo multifunzione britannico situato nell'omonimo quartiere di Londra, amministrativamente ricompreso nel borough di Brent; inaugurato nel 1923, fu ufficialmente chiuso nel 2000 e demolito nel 2003 per fare posto al nuovo stadio con lo stesso nome. Dedito principalmente al calcio, fu per 76 anni l'impianto interno della nazionale inglese e ospitò anche la finale di un'edizione del campionato mondiale e di una dell'europeo, oltre alle finali di cinque edizioni di Coppa dei Campioni tra il 1963 e il 1992 nonché di due edizioni della Coppa delle Coppe.
Ospitò anche altri eventi sportivi, come per esempio la finale di due edizioni della Coppa del Mondo di rugby a 13 e, più raramente, gare internazionali di rugby a 15, queste ultime in occasione dei lavori di ristrutturazione di altri complessi sportivi specifici per tale disciplina come il concittadino Twickenham e il National Stadium di Cardiff, nonché di football americano; in ambito non sportivo ospitò numerosi concerti di rilievo, tra cui il Live Aid, il 13 luglio 1985, e il Freddie Mercury Tribute Concert, il 20 aprile 1992. L'ultimo concerto tenuto prima che iniziassero i lavori di demolizione, fu quello dei Bon Jovi il 20 agosto 2000.

## Storia

### Costruzione

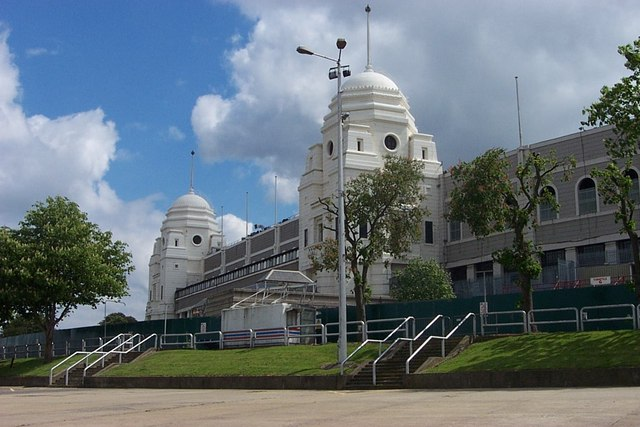
Le celebri Twin Towers, caratteristiche dell'architettura in stile neoclassico dell'ingresso della tribuna principale

Costruito in vista della British Empire Exhibition (Esposizione dell'Impero Britannico del 1924-25), l'impianto venne inaugurato il 28 aprile 1923 dal re Giorgio V con il nome di Empire Stadium. Il primo evento che ospitò, in quello stesso giorno, fu la finale della FA Cup di quell'anno (vinta per 2-0 dal Bolton contro il West Ham) durante la quale si raggiunse la capacità massima, pari a 126.945 spettatori, un record da allora imbattuto, dopo che più di 200.000 persone avevano tentato di prendere parte alla partita.
Lo stadio fu costruito da 1.500 operai in soli 300 giorni, in un'area del Wembley Park Golf Club che era di proprietà del futuro Giorgio VI, all'epoca duca di York, ed era un impianto all'avanguardia: imponente, con un unico grande anello di gradinate capace di ospitare 100.000 spettatori dei quali 45.000 a sedere, aveva una tribuna in parte coperta in cui si trovava il palco reale, con i celebri 39 gradini per accedervi direttamente dal campo. Wembley è uno dei pochi stadi inglesi ad avere anche una pista di atletica.
L'esterno era caratterizzato dalle facciate in stile vittoriano e le twin towers, torri bianche alte ben 38 metri che delimitavano l'ingresso alla tribuna principale, la North Stand. Inizialmente, solo le tribune erano provviste di copertura; l'intero stadio fu completamente provvisto di tettoia continua (con l'aggiunta del tabellone elettronico e di un secondo anello per la stampa) in alluminio e vetro traslucido sorretta da esili pilastri metallici, nel 1962.

### Grandi eventi sportivi
Grazie alla presenza della pista, Wembley poté ospitare nel 1948 il suo primo grande evento internazionale, i Giochi della XIV Olimpiade.

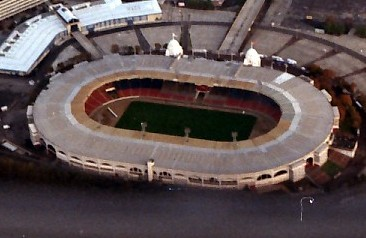
Veduta aerea dello stadio di Wembley, 1991

Quanto al calcio, oltre a essere diventato quasi immediatamente una vera e propria casa per la nazionale inglese, Wembley ha ospitato i mondiali 1966, in occasione dei quali fu trasformato in stadio coperto, e la celebre finale che vide i padroni di casa vittoriosi. Per cinque volte lo stadio, record imbattuto nel massimo torneo calcistico continentale, sino all'inaugurazione del nuovo omonimo catino avvenuta nel 2007, fu palcoscenico della finale di Coppa dei Campioni: nel 1962-1963, 1967-1968, 1970-1971, 1977-1978 e 1991-1992. Nel 1964-1965 e nel 1992-1993, invece, si giocarono nell'impianto londinese le finali di Coppa delle Coppe.
Nel giugno 1995 nello stadio si tennero l'incontro inaugurale (Inghilterra-Giappone 2-1) e l'incontro conclusivo (Inghilterra-Brasile 1-3) della Umbro Cup, torneo di preparazione al campionato europeo di calcio 1996 che vide la partecipazione delle nazionali di Inghilterra, Svezia, Brasile e Giappone. Il 30 giugno 1996 si disputò la finale del campionato europeo di calcio 1996 tra Repubblica Ceca e Germania, vinta da quest'ultima per 1-2 ai tempi supplementari. L'ultima finale di FA Cup giocata nell'impianto è stata quella del 1999-2000, vinta dal Chelsea per 1-0 contro l'Aston Villa grazie alla rete decisiva di Roberto Di Matteo. L'ultimo gol al vecchio Wembley è opera di Dietmar Hamann, che il 7 ottobre 2000 decise la partita di andata di qualificazione per il mondiale 2002 Inghilterra-Germania, ultimo incontro di calcio prima della demolizione. Quel giorno il difensore inglese Tony Adams giocò il suo sessantesimo incontro a Wembley, stabilendo un record.
La prima squadra calcistica non britannica ad ottenere una vittoria nel vecchio impianto di Wembley contro la Nazionale inglese (la Scozia ci era già riuscita alcune volte) fu l'Ungheria di Ferenc Puskás, che il 25 novembre 1953 si impose con un roboante 6-3. L'Italia vanta due vittorie a Wembley, entrambe per 1-0: nel 1973 grazie ad un gol di Fabio Capello e nel 1997 con una rete di Gianfranco Zola. A livello di squadre di club, invece, le uniche italiane ad essersi imposte nel vecchio Wembley in tornei ufficiali UEFA sono state la Fiorentina, che si impose contro l'Arsenal per 1-0 con uno storico gol di Gabriel Batistuta nel girone eliminatorio della UEFA Champions League 1999-2000 (vittoria che permise ai gigliati di passare il turno ai danni della squadra londinese), il Parma, che nel 1992-1993 sconfisse l'Anversa 3-1 in finale di Coppa delle Coppe, e il Milan che nel 1962-1963 sconfisse il Benfica nella finale di Coppa dei Campioni 2-1; considerando, però, anche le finali del Trofeo Anglo-Italiano, ad esse vanno aggiunte Cremonese, Brescia e Genoa.
Anche il rugby a 13 ha spesso visto Wembley come teatro di grandi partite: difatti dal 1929 al 1999 nello stadio londinese si è sempre giocata la finale di Challenge Cup.
Inoltre l'impianto è stato utilizzato regolarmente per alcuni importanti eventi internazionali di rugby a 15: infatti nel 1997-1999, il Galles vi disputò 6 incontri interni sia dell'allora Cinque Nazioni sia contro altre nazionali in tour, mentre il Millennium Stadium veniva ricostruito. Nel 1992, causa lavori al Twickenham Stadium l'Inghilterra, vi ha giocato un match contro il Canada. Infine, lo stadio è stato teatro, nel corso degli anni, di molteplici eventi sportivi di hurling, football gaelico, football americano, corse di levrieri, motociclismo speedway e l'edizione 1992 di SummerSlam, show di wrestling organizzato dalla World Wrestling Federation davanti a 80 000 spettatori.

### Demolizione
Le prime idee di ampliare Wembley si fecero strada a metà anni 1990, ma la Football Association diede il via all'iter progettuale solo nel 1998, dopo aver rifiutato la proposta dell'Arsenal di acquisirlo e ristrutturarlo. Il progetto approvato inizialmente fu quello di uno stadio da 90.000 posti, ricostruito da zero sulle macerie del vecchio impianto. Anche le due torri, dunque, sarebbero state demolite, nonostante un vincolo storico-architettonico esistente dal 1976. Nonostante le proteste dell'English Heritage, che forzava una revisione dei progetti che includesse le twin towers, la motivazione ufficiale fu che sull'originale perimetro dello stadio si sarebbe trovato il nuovo terreno di gioco ed era impossibile sia mantenerle che riposizionarle altrove.
Lo stadio fu chiuso nell'ottobre 2000 e i lavori di demolizione incominciarono nel dicembre 2002, per concludersi a gennaio del 2003, quando vennero demolite anche le due torri, l'ultima parte dello stadio a essere coinvolta dai lavori, e subito dopo iniziò la costruzione del nuovo impianto.
Uno dei grandi tabelloni luminosi in uso a Wembley nell'ultimo decennio della sua vita operativa è stato rimesso in funzione dal dicembre 2016 al Field Mill, stadio del Mansfield Town Football Club.

## Calcio

### Finale del campionato mondiale 1966
| Arbitro: | Dienst |

|                                |           |                      |
| Hurst 18’ 101’ 120’ Peters 78’ | Marcatori | 12’ Haller 90’ Weber |

### Finale del campionato europeo 1996
| Arbitro: | Pairetto |

|                   |           |                       |
| Berger 58’ (rig.) | Marcatori | 73’ 95’ (gg) Bierhoff |

### Finale della Coppa dei Campioni 1962-63
| Arbitro: | Holland |

|                   |           |             |
| Altafini 58’, 70’ | Marcatori | 19’ Eusébio |

### Finale della Coppa dei Campioni 1967-68
| Arbitro: | Lo Bello |

|                                      |           |           |
| Charlton 55’, 100’ Best 97’ Kidd 98’ | Marcatori | 80’ Graça |

### Finale della Coppa dei Campioni 1970-71
| Arbitro: | Taylor |

|                      |           |  |
| van Dijk 5’ Haan 87’ | Marcatori |  |

### Finale della Coppa dei Campioni 1977-78
| Arbitro: | Corver |

|              |           |  |
| Dalglish 64’ | Marcatori |  |

### Finale della Coppa dei Campioni 1991-92
| Arbitro: | Schmidhuber |

|  |           |             |
|  | Marcatori | 112’ Koeman |

#### Finali di Coppa delle Coppe
- West Ham Utd - Monaco 1860 2-0 (19 maggio 1965);
- Parma - Anversa 3-1 (12 maggio 1993).

## Football americano

### USAFE
| Londra 1952 | Fuerstenfeldbruck Eagles | 27 – 6 | Burtonwood Bullets | Wembley Stadium |

### NFL

#### Global Cup
| Londra 6 agosto 1983 | Minnesota Vikings | 28 – 10 | St. Louis Cardinals | Wembley Stadium |

#### American Bowl
| Londra 3 agosto 1986 | Chicago Bears | 17 – 6 | Dallas Cowboys | Wembley Stadium |

| Londra 9 agosto 1987 | Los Angeles Rams | 28 – 27 | Denver Broncos | Wembley Stadium |

| Londra 31 luglio 1988 | Miami Dolphins | 27 – 21 | San Francisco 49ers | Wembley Stadium |

| Londra 6 agosto 1989 | Philadelphia Eagles | 17 – 13 | Cleveland Browns | Wembley Stadium |

| Londra 5 agosto 1990 | New Orleans Saints | 17 – 10 | L.A. Raiders | Wembley Stadium |

| Londra 28 luglio 1991 | Buffalo Bills | 17 – 13 | Philadelphia Eagles | Wembley Stadium |

| Londra 16 agosto 1992 | San Francisco 49ers | 17 – 15 | Washington Redskins | Wembley Stadium |

| Londra 8 agosto 1993 | Dallas Cowboys | 13 – 13 | Detroit Lions | Wembley Stadium |

### WLAF

#### Edizione 1991
| Londra 31 marzo 1991 | London Monarchs | 22 – 18 | New York/New Jersey Knights | Wembley Stadium |

| Londra 6 aprile 1991 | London Monarchs | 35 – 12 | Orlando Thunder | Wembley Stadium |

| Londra 20 aprile 1991 | London Monarchs | 45 – 7 | Montreal Machine | Wembley Stadium |

| Londra 28 aprile 1991 | London Monarchs | 35 – 10 | Raleigh-Durham Skyhawks | Wembley Stadium |

| Londra 27 maggio 1991 | London Monarchs | 17 – 20 | Barcelona Dragons | Wembley Stadium |

##### World Bowl
| Londra 9 giugno 1991 | London Monarchs | 21 – 0 | Barcelona Dragons | Wembley Stadium |

#### Edizione 1992
| Londra 22 marzo 1992 | London Monarchs | 26 – 20 | New York/New Jersey Knights | Wembley Stadium |

| Londra 28 marzo 1992 | London Monarchs | 28 – 31 | Frankfurt Galaxy | Wembley Stadium |

| Londra 11 aprile 1992 | London Monarchs | 17 – 17 | Birmingham Fire | Wembley Stadium |

| Londra 18 aprile 1992 | London Monarchs | 0 – 9 | Barcelona Dragons | Wembley Stadium |

| Londra 26 aprile 1992 | London Monarchs | 26 – 31 | Sacramento Surge | Wembley Stadium |

### USFL
| Londra 21 luglio 1984 | Tampa Bay Bandits | 21 – 24 | Philadelphia Stars | Wembley Stadium |

## Musica
Il primo concerto tenutosi allo stadio di Wembley fu il London Rock and Roll Show del 1972, con la partecipazione, tra gli altri, di Bo Diddley, Jerry Lee Lewis, Little Richard, Bill Haley and His Comets e Chuck Berry. Ad esso ne seguirono tanti altri organizzati fino al 2000, tra cui spiccò su tutti il Live Aid del 13 luglio 1985, concerto benefico per la popolazione dell'Etiopia tenutosi in contemporanea a Londra e Filadelfia.
Numerosi furono gli artisti e i gruppi musicali che si esibirono nel vecchio stadio di Wembley, tra cui:
- Michael Jackson, che tenne 15 concerti sold out (più di qualunque altro artista nella storia dello stadio).[2] Il 29 novembre 1987 iniziarono le vendite dei biglietti dei primi due concerti (14 e 15 luglio 1988) e oltre 6.000 persone si accamparono fuori dallo stadio la notte precedente per poterseli assicurare. Oltre 2 milioni di persone cercarono di comprare i biglietti per i concerti a Wembley. Per i primi cinque concerti ci fu una richiesta superiore ad 1,5 milione di biglietti, tale da far registrare il tutto esaurito in 21 serate. Nonostante l'enorme richiesta, non furono aggiunti concerti, poiché lo stadio aveva raggiunto la capienza massima per le esibizioni dal vivo. I sette concerti del Bad World Tour di Jackson radunarono oltre 504.000 persone (72.000 a sera), record inserito nel Guinness dei Primati; Jackson fu inoltre premiato dai funzionari dello stadio per il raggiungimento di quel traguardo. Al terzo concerto, quello del 16 luglio, assistettero anche Carlo d'Inghilterra e la moglie Diana. Da quel concerto fu tratto il DVD Michael Jackson Live at Wembley July 16, 1988 (incluso anche nell'edizione deluxe di Bad 25). Jackson tornò ad esibirsi a Wembley con cinque concerti sold out nell'ambito del Dangerous World Tour nel 1992 e con tre concerti sold out dell'HIStory World Tour nel 1997;
- i Pink Floyd, eseguendo per intero nel 1974 l'album The Dark Side of the Moon;
- i Queen, che si esibirono l'11 e il 12 luglio 1986 durante il loro Magic Tour. Da questi concerti fu ricavato il doppio vinile  poi rimasterizzato in CD, Live at Wembley '86 e il doppio DVD Live at Wembley Stadium. Inoltre il 20 aprile 1992 a Wembley si svolse il Freddie Mercury Tribute Concert in onore di Freddie Mercury a pochi mesi dalla sua scomparsa;
- gli U2, che si esibirono il 12 e il 13 giugno del 1987 come tappa del loro Joshua Tree Tour (davanti a circa 72.000 spettatori in entrambe le serate), l'11, il 12, il 20 e il 21 agosto 1993 durante il loro ZooTV Tour (davanti a circa 72.000 persone in tutte e quattro le serate), e il 22 e 23 agosto 1997 durante il loro PopMart Tour (davanti ad un pubblico di 72.154 spettatori in entrambe le serate);
- i Genesis, che si esibirono dal 1º al 4 luglio 1987 con il loro Invisible Touch Tour per un totale di 288.000 spettatori. Da queste esibizioni fu tratto il DVD Live at Wembley Stadium;
- i Guns N'Roses, che si esibirono il 13 giugno 1992 durante lo Use Your Illusion Tour;
- i Bon Jovi, che il 23, il 24 e il 25 giugno 1995 tennero tre concerti con il tutto esaurito, riuscendo a portare 225.000 persone allo stadio (75.000 per serata). Dalla serata del 25 giugno venne ricavata la registrazione video Live From London, pubblicata per la prima volta in VHS nel 1995. Inoltre nel 2000 si sono esibiti nell'ultimo concerto tenutosi allo stadio di Wembley prima della sua demolizione;
- Bryan Adams, che tenne 2 concerti a Wembley, il primo il 18 luglio 1992 e il secondo il 27 luglio 1996, davanti a una folla di oltre 70.000 persone, registrando il tutto esaurito e venendo trasmesso dal vivo in 25 Paesi.[3] Dal secondo concerto venne ricavata la registrazione video Wembley 1996;
- le Spice Girls, che il 20 settembre 1998  tennero la tappa finale del loro Spice World Tour, da cui è stato tratto un DVD dal titolo Live at Wembley Stadium. Lo spettacolo fu registrato dopo che Geri Halliwell aveva lasciato la band nel maggio dello stesso anno;
- i Blur, che si esibirono l'11 dicembre 1999 a Wembley. Alcune tracce audio dell'esibizione furono inserite nel secondo disco della compilation Blur: The Best Of, uscita nel 2000;
- gli Oasis, che il 21 e il 22 luglio 2000 tennero a Wembley due concerti di fronte a 70.000 persone per serata[4], dai quali poi ricavarono il doppio album dal vivo Familiar to Millions, uscito nel 2000.